# Nouvion-le-Comte
Nouvion-le-Comte är en kommun i departementet Aisne i regionen Hauts-de-France i norra Frankrike. Kommunen ligger  i kantonen Crécy-sur-Serre som ligger i arrondissementet Laon. År 2022 hade Nouvion-le-Comte 241 invånare.

## Befolkningsutveckling
Antalet invånare i kommunen Nouvion-le-Comte
Referens: INSEE